# Abraxas (альбом)
Abraxas — второй студийный альбом группы Santana, играющей латинский рок во главе с гитаристом Карлосом Сантаной. Закрепляя успех выступления на рок-фестивале в Вудстоке в 1969 году и интерес, вызванный их первым альбомом, группа не торопилась выпускать следующий. Выпущенный в сентябре 1970 года альбом вобрал в себя влияния рока, блюза, джаза, сальсы, стал образцом, характерным для раннего звучания Santana, и показал музыкальное развитие группы с момента выхода её первого альбома.

## Об альбоме
Этот альбом Santana, который многие считают лучшим, получил широкое признание благодаря соединению латиноамериканских мотивов с традиционными элементами рока, такими как насыщенный звук электрогитары, орган и тяжёлые ударные. Альбом также демонстрирует стилистическую универсальность Santana, в том числе на таких инструменталах, как «Samba Pa Ti» и «Incident at Neshabur». У последнего есть несколько изменений ритма и тактового размера. Это первое погружение Santana в истинно латиноамериканский ритм обеспечивают специфические ударные инструменты, такие как конги, бонго и тимбалес. В 2003 году альбом занял 205-е место в списке журнала Rolling Stone «500 величайших альбомов всех времён».
Альбом добрался до 7-го места в UK Album Chart.

Название альбома взято из книги Германа Гессе «Демиан»: 
«Я стоял перед рисунком, и от внутреннего напряжения грудь мою пробирал холод. Я вопрошал портрет, обвинял его, ласкал его, молился ему; я называл его матерью, называл любимой, называл шлюхой и девкой, называл Абраксасом.»
Первоначально имя Абраксаса взято из гностической космологии.
В 1998 году Sony издала ремастерированную версию, которая включала три ранее невыпущенные концертные записи «Se A Cabo», «Toussaint L’Ouverture» и «Black Magic Woman/Gypsy Queen», записанные в Альберт-холле 18 апреля 1970 г.
В 1998 году SME records в Японии, часть Sony Music, также выпустили ремастерированную версию в формате SACD. Этот диск содержит только 2 канала и является однослойным SACD, который не может проигрываться обычными CD-плеерами. Он включает те же бонус-треки, что и на обычном CD ремастерированной версии 1998 г.
На обложке альбома изображена картина Мати Кларвейна «Благовещение» (англ. Annunciation) 1961 г. В 2023 году обложка альбома заняла 17 место в списке «100 лучших обложек альбомов всех времен» по версии Billboard.
Как в 2003, так и в 2012 году альбом занял 207-е место в списке 500 величайших альбомов всех времён журнала Rolling Stone, а затем 334-е место в версии списка 2020 года.

## Список композиций
| №   | Название                                              | Автор(ы)            | Длительность |
| --- | ----------------------------------------------------- | ------------------- | ------------ |
| 1.  | «Singing Winds, Crying Beasts»                        | Carabello           | 4:51         |
| 2.  | «Black Magic Woman/Gypsy Queen»                       | Грин/Сабо           | 5:19         |
| 3.  | «Oye Como Va»                                         | Пуэнте              | 4:17         |
| 4.  | «Incident at Neshabur»                                | Gianquinto, Сантана | 4:57         |
| 5.  | «Se a Cabo»                                           | Areas               | 2:51         |
| 6.  | «Mother's Daughter»                                   | Rolie               | 4:26         |
| 7.  | «Samba Pa Ti»                                         | Сантана             | 4:45         |
| 8.  | «Hope You're Feeling Better»                          | Rolie               | 4:11         |
| 9.  | «El Nicoya»                                           | Areas               | 1:29         |
| 10. | «Se a Cabo (Live)» (1998 Edition)                     |                     | 3:47         |
| 11. | «Toussaint L'Ouverture (Live)» (1998 Edition)         |                     | 4:52         |
| 12. | «Black Magic Woman/Gypsy Queen (Live)» (1998 Edition) |                     | 4:57         |

## Участники записи
Santana
- Грегг Роули — клавишные, вокал
- Карлос Сантана — гитара, бэк-вокал, продюсер[7]
- Хосе Ареас — перкуссия, конга, тимбалес
- Дэвид Браун — бас-гитара, звукорежиссёр
- Майк Карабелло — перкуссия, конга
- Альберто Джанквинто — фортепиано

Дополнительный персонал
- Рико Рейс — перкуссия
- Стивен Сейфор — табла
- Майкл Шрив[англ.] — барабаны
- Роберт Веноза — иллюстрации, графический дизайн
- Джон Фиоре — звукорежиссёр
- Мати Кларвейн — иллюстрирование
- Виктор Гонсалес — бас-гитара

## Позиции в чартах
| Год  | Чарт                                      | Позиция |
| ---- | ----------------------------------------- | ------- |
| 1970 | Billboard 200                             | 1       |
| 1970 | UK Album Chart                            | 7       |
| 1971 | Australian Kent Music Report Albums Chart | 1       |

## Сертификации
| Регион | Сертификация  | Продажи    |
| --- | ------------- | ---------- |
| Канада (Music Canada) | 3× Платиновый | 300 000^   |
| Франция (SNEP) | Платиновый    | 300 000*   |
| Великобритания (BPI) | Золотой       | 100 000^   |
| США (RIAA) | 5× Платиновый | 5 000 000^ |
| * Данные о продажах приведены только на основе сертификации. ^ Данные о тиражах приведены только на основе сертификации. |               |            |